# Ilona Voesovitsj
Ilona Viktarawna Voesovitsj (Wit-Russisch: Ілона Віктараўна Вусовіч, Russisch: Илона Викторовна Усович) (Chervyen, 14 november 1982) is een Wit-Russische sprintster, die is gespecialiseerd in de 400 m. Haar grootste successen behaalde ze op de 4 x 400 m estafette.

## Loopbaan
Samen met haar teamgenotes Natallja Salahoeb, Anna Kozak en Svjatlana Voesovitsj (haar oudere zus) won Ilona Voesovitsj op de 4 x 400 m estafette een zilveren medaille bij de wereldindoorkampioenschappen in 2004. Het jaar erop werd ze vierde op de 400 m individueel op de Europese indoorkampioenschappen.
Op de WK indoor van 2006 werd in de estafetteploeg Svjatlana Voesovitsj vervangen door Joeljana Zjalnirjoek en won het team een bronzen medaille. Ilona Voesovitsj werd vijfde in de finale van de 400 m op de Europese kampioenschappen van 2006 in Göteborg en won een zilveren medaille op de 4 x 400 m estafette.
In 2007 leverde Ilona Voesovitsj enkele van de beste prestaties uit haar atletiekcarrière. Op de EK indoor in Birmingham won ze een zilveren medaille op de 400 m. Vervolgens liep ze op de 4 x 400 m estafette als slotloopster met haar teamgenotes Joeljana Joestsjanka, Iryna Chljoestava en Svjatlana Voesovitsj naar de Europese indoortitel in de nationale recordtijd van 3.27,83. Op de WK in 2007 in Osaka behaalde ze een zevende plaats in de finale van de 400 m individueel. Op de 4 x 400 m estafette, waarin de Wit-Russische ploeg in dezelfde opstelling aan de start verscheen als eerder dat jaar op de EK indoor, werd ze met haar teamgenotes vijfde in alweer een nationale recordtijd: 3.21,88.
In 2008 viel Ilona Voesovitsj op de WK indoor in Valencia opnieuw in de prijzen. Op de 4 x 400 m estafette behaalde zij samen met Anna Kozak, Iryna Chljoestava en Svjatlana Voesovitsj een zilveren medaille achter het Russische team (goud in 3.28,17) met een tijd van 3.28,90.
Later dat jaar bereikte ze op de Olympische Spelen in Peking als lid van de Wit-Russische 4 x 400 m estafetteploeg de finale. In dezelfde opstelling als eerder dat jaar in Valencia eindigde het viertal op een vierde plaats in 3.21,85, het derde nationale record in twee jaar tijd.

## Titels
- Europees indoorkampioene 4 x 400 m - 2007
- Wit-Russisch kampioene 400 m - 2006
- Wit-Russisch indoorkampioene 400 m - 2006, 2007

## Persoonlijke records
Outdoor
| Onderdeel | Prestatie | Datum            | Plaats |
| --------- | --------- | ---------------- | ------ |
| 400 m     | 50,31 s   | 27 augustus 2007 | Osaka  |
| 800 m     | 1.59,38   | 21 mei 2011      | Brest  |

Indoor
| Onderdeel | Prestatie | Datum           | Plaats     |
| --------- | --------- | --------------- | ---------- |
| 400 m     | 51,00 s   | 3 maart 2007    | Birmingham |
| 600 m     | 1.25,91   | 2 februari 2008 | Mahiljow   |
| 800 m     | 2.02,94   | 27 januari 2007 | Mahiljow   |

## Palmares

### 400 m
- 2005: 4e EK indoor - 52,06 s
- 2005:  Europacup B - 52,45 s
- 2005: 5e in ½ fin. WK - 50,96 s
- 2006: 5e EK - 50,69 s
- 2006: 4e in ½ fin. WK indoor - 51,53 s
- 2007:  EK indoor - 51,00 s
- 2007: 8e Golden Gala - 51,75 s
- 2007: 5e Weltklasse Zürich - 51,05 s
- 2007: 7e WK - 50,54 s
- 2007: 8e Wereldatletiekfinale - 51,38 s
- 2012:  EK - 51,94 s

### 4 x 400 m
- 2004:  WK indoor - 3.29,96 (NR)
- 2005: DSQ WK
- 2005: 5e Universiade - 3.32,04
- 2006:  EK - 3.27,69
- 2006: 4e Wereldbeker - 3.22,35
- 2007:  EK indoor - 3.27,83 (NR)
- 2007: 5e WK - 3.21,88 (NR)
- 2008:  WK indoor - 3.28,90
- 2008: 4e OS - 3.21,85 (NR)
- 2011: 6e WK - 3.25,64
- 2012: 5e in kwal. OS - 3.26,52